# Vladimir Kovalionok
Vladimir Vasilievici Kovalionok (în rusă Влади́мир Васи́льевич Ковалёнок) (n. 3 martie 1942) este un cosmonaut sovietic de origine bielorusă.
El a făcut parte din echipajul Saliut-6.
1. ↑  Ковалёнок Владимир Васильевич, Marea Enciclopedie Sovietică (1969–1978)[*]